# Can't Buy Me Love (film)
Can't Buy Me Love is een tienerkomedie uit 1987 geregisseerd door Steve Rash, met in de hoofdrollen Patrick Dempsey en Amanda Peterson. De film gaat over een jongen die een meisje 1000 dollar betaalt om te doen alsof ze zijn vriendin is en zo zijn populariteit op te vijzelen. De titel is afgeleid van het gelijknamige nummer Can't Buy Me Love van The Beatles, dat ook op de aftiteling te horen is.

## Verhaal
Ronald Miller is leerling aan een highschool in Phoenix (Arizona). Hij behoort tot de nerds van de klas en heeft 1000 dollar gespaard voor een telescoop. In plaats daarvan 'huurt' hij Cindy Mancini in om te doen alsof ze zijn vriendin is voor een maand. Ronald hoopt hiermee zijn populariteit op te krikken en Cynthia heeft het geld nodig omdat ze wijn heeft gemorst op een suède jasje van haar moeder dat ze nu dus moet vervangen. Cindy heeft weliswaar een vriendje maar die studeert al op de universiteit en zal het nooit te weten komen. Ze spreken af niemand te vertellen over de betaling.
De deal werkt zoals Ronald had gehoopt: op Cindy's aanwijzingen wijzigt hij een en ander aan zijn uiterlijk en ze stelt hem voor aan de populaire jongens en meisjes. Dat betekent wel dat hij natuurlijk niet meer met de andere nerds om kan gaan. Cindy krijgt uiteindelijk daadwerkelijk gevoelens voor Ronald maar die begrijpt haar hints niet. Na een maand maakt Ronald het uit op dramatische wijze maar hij gaat hierin te ver en vernedert Cindy. Die waarschuwt hem dat populair zijn ook niet alles is.
Ronald laat zich de populariteit goed smaken en kan nu eindelijk de ware geneugten van het tienerleven genieten: seks, feestjes, mooie meisjes en populaire vrienden. Hij laat zich zelfs overhalen een streek te leveren bij het huis van zijn voormalige beste vriend Kenneth. Hoewel Kenneth hem niet verlinkt praat hij nu niet meer met Ronald. Tot Cindy's ongenoegen zijn zijn eerste 'veroveringen' haar beste vriendinnen. Op een feestje lijkt hij door de mand te vallen als hij niet weet hoe hij moet dansen en een Afrikaanse dans doet die hij op televisie zag, maar de meelopers slikken het voor zoete koek en doen hem na.
Op oudejaarsavond drinkt Ronald te veel en duikt vervolgens met een meisje het bed in. Daar citeert hij een gedicht dat Cindy had geschreven en aan hem had voorgelezen. Cindy vangt dit op en diep gekrenkt zet ze het op een drinken. Vervolgens komt haar vriendje Bobby onverwacht langs en hoort van haar vrienden dat ze met Ronald was vreemdgegaan. Bobby dumpt haar direct. Dronken en vernederd onthult ze dat Ronald haar 1000 dollar heeft betaald en ze maakt haar vrienden uit voor 'meelopers'.
Ronald ligt er nu bij iedereen uit: de nerds, de populaire, zijn beste vriend Kenneth en Cindy. Niemand wil meer met hem praten, maar dan begint Quint, een van de populaire jongens, Kenneth te treiteren. Ronald springt voor Kenneth in de bres en zegt dat Quint, Kenneth en hij vroeger vrienden waren geweest en dat ze Quint eens lang geleden naar het ziekenhuis hadden gebracht toen hij zijn arm brak. Ronald loopt weg met de mededeling dat 'dat hele populair/nerd gedoe allemaal onzin is'. Quint en Kenneth schudden elkaar de hand onder luid applaus en Cindy maakt het weer goed met Ronald.

## Rolverdeling
| Acteur               | Personage      |
| -------------------- | -------------- |
| Patrick Dempsey      | Ronald Miller  |
| Amanda Peterson      | Cindy Mancini  |
| Courtney Gains       | Kenneth Wurman |
| Seth Green           | Chuck Miller   |
| Sharon Farrell       | Mrs. Mancini   |
| Tina Caspary         | Barbara        |
| Darcy DeMoss         | Patty          |
| Cort McCown as Quint |                |
| Eric Bruskotter      | Big John       |
| Gerardo Mejía        | Ricky          |
| Dennis Dugan         | David Miller   |
| Cloyce Morrow        | Judy Miller    |
| Devin DeVasquez      | Iris           |
| Ami Dolenz           | Fran           |
| Paula Abdul          | danseres       |